# 溫琴佐·扎帕拉
| 4478 Blanco                                 | 1984年4月23日 | 列表[A] |
| 5802 Casteldelpiano                         | 1984年4月27日 | 列表    |
| 6289 Lanusei                                | 1984年4月28日 | 列表[A] |
| 7459 Gilbertofranco                         | 1984年4月28日 | 列表    |
| 9009 Tirso                                  | 1984年4月23日 | 列表    |
| 9010 Candelo                                | 1984年4月27日 | 列表    |
| 10038 Tanaro                                | 1984年4月28日 | 列表    |
| 11476 Stefanosimoni                         | 1984年4月23日 | 列表    |
| 17357 Lucataliano                           | 1978年8月23日 | 列表[B] |
| 共同發現：A 華特·費雷里、B 喬瓦尼·德·桑蒂斯 |               |         |

溫琴佐·扎帕拉（義大利語：Vincenzo Zappalà，1945年—）是一名義大利天文學家，也是幾顆主帶小行星的發現者。
小行星中心認定他發現了9顆小行星。除了小行星17357是他在1978年於斯壯羅山天文台發現之外，他所有的發現都是在1984年於歐洲南天天文台（ESO）的智利拉西亞天文台發現的。他也長期在皮諾托里內塞的杜林天文台擔任天文學家。
美國天文學家愛德華·鮑威爾於1981年在美國安德森·梅薩站發現小行星2813，並以他的名字命名。

## 外部連結
- Interview with Vincenzo Zappalà Part 1 （页面存档备份，存于） （義大利語）
- Interview with Vincenzo Zappalà Part 2 （页面存档备份，存于） （義大利語）